# 안젤리크 보이어
안젤리크 보이어(Angelique Boyer, 1988년 7월 4일 ~ )는 멕시코의 배우이다.